# Moscheea Quwwat-ul-Islam
Moscheea Quwwat-ul-Islam este o moschee din orașul Delhi, India. Numele de Quwwat-ul-Islam vine din limba arabă și înseamnă Măreția Islamului. De asemenea, mai este cunoscută și ca Marea Moschee din Delhi sau ca Qubbat-ul- Islam (Domul Islamului). Edificiul este celebru pentru minaretul său imens, Qutb Minar.

## Istorie și arhitectură

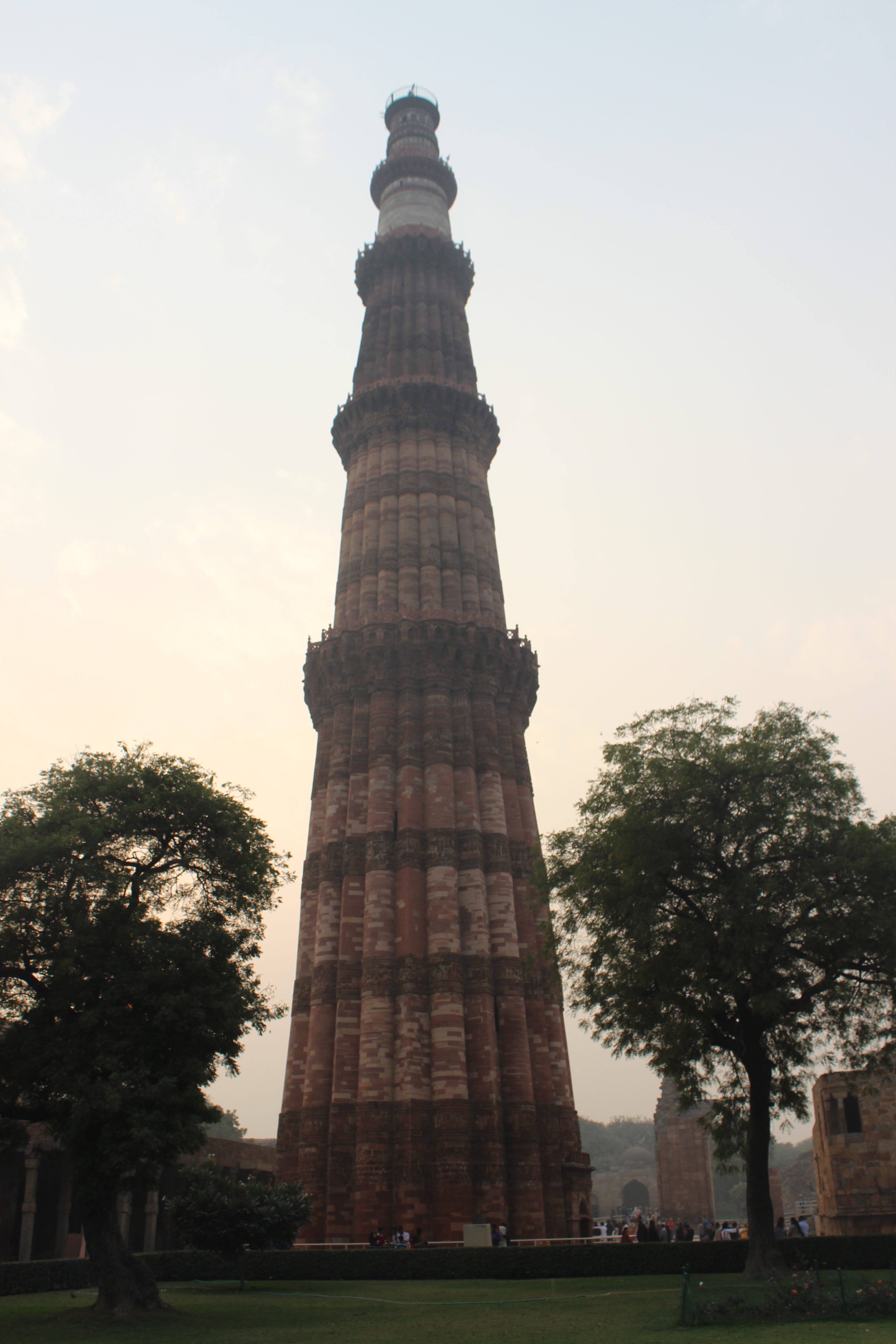
Qutb Minar.

Moscheea Quwwat-ul-Islam este cea mai veche moschee construită în Delhi. Construcția ei a început în anul 1193 din ordinul generalului Qutb al-Din Aibak, fondatorul dinastiei Sclavilor, imediat după ce orașul a fost cucerit de forțele musulmane ale Imperiului Ghurid. Conform inscripției persane de la intrare, moscheea a fost realizată din rămășițele a 27 de temple hinduse și jainiste. Ca un important centru de cult islamic medieval, Quwwat-ul-Islam este cel mai vechi exemplu de arhitectură ghuridă din Subcontinentul Indian. La vest de locaș, se află mormântul lui Iltutmish, succesorul lui Qutb al-Din Aibak și cel ce a renovat moscheea. De asemenea, în curtea edificiului se află și un stâlp de fier cu inscripți în limba sanscrită, așezat inițial în fața unui templu din Udayagiri și adus la Delhi în anul 993 de către regele hindus  Anangpal pentru a-l așeza în fața templului său. Stâlpul are o valoare simbolică pentru localnici și a fost integrat în structura moscheii.
La începutul secolului al XIV-lea, complexul își dublează din nou suprafața, într-o nouă acțiune de extindere coordonată de ambițiosul sultan Alauddin Khilji. Dintre proiectele arhitecturale, cel al unui minaret de două ori mai mare decât Qutb a fost abandonat la moartea conducătorului musulman, deși primul etaj de 24,5 m înălțime deja fusese conturat. Este cunoscut sub numele de Alai Minar. Din păcate, în prezent moscheea este o ruină, dar datorită importanței sale a fost declarată monument istoric.

## Qutb Minar
Construit în anul 1199, Qutb Minar sau Minaretul lui Qutb este cea mai importantă clădire rămasă încă intactă din complexul moscheii. Se presupune că a fost construit după modeul Minaretului Jam din Afganistan. Minaretul lui Qutb are o înălțime de aproximativ 73 de metri, fiind astfel cel mai mare minaret din cărămidă din întreaga lume. O îmbinare de coloane zvelte redă forma de trunchi de con a minaretului, cu o bază de 14,3 metri și cu o platformă finală de 2,7 metri în diametru. Un strat exterior din cărămizi de gresie în nuanțe de roșu și galben conturează suprafețele longitudinale arcuite și triunghiulare. Centuri speciale pe corpul minaretului conțin motive decorative și caligrafii coranice de tip kufic sau thuluth, iar etajele sunt despărțite de balcoane ornate cu frumoasele "muqarnas" (stalactite ornamentale). Celebritatea acestui măreț monument a făcut ca moscheea să fie pe locul unu în topul celor mai vizitate locuri din India în anul 2006, având aproximativ 3,9 milioane de vizitatori, întrecând chiar celebrul Taj Mahal, cu 2,5 milioane de vizitatori.

## Galerie de imagini

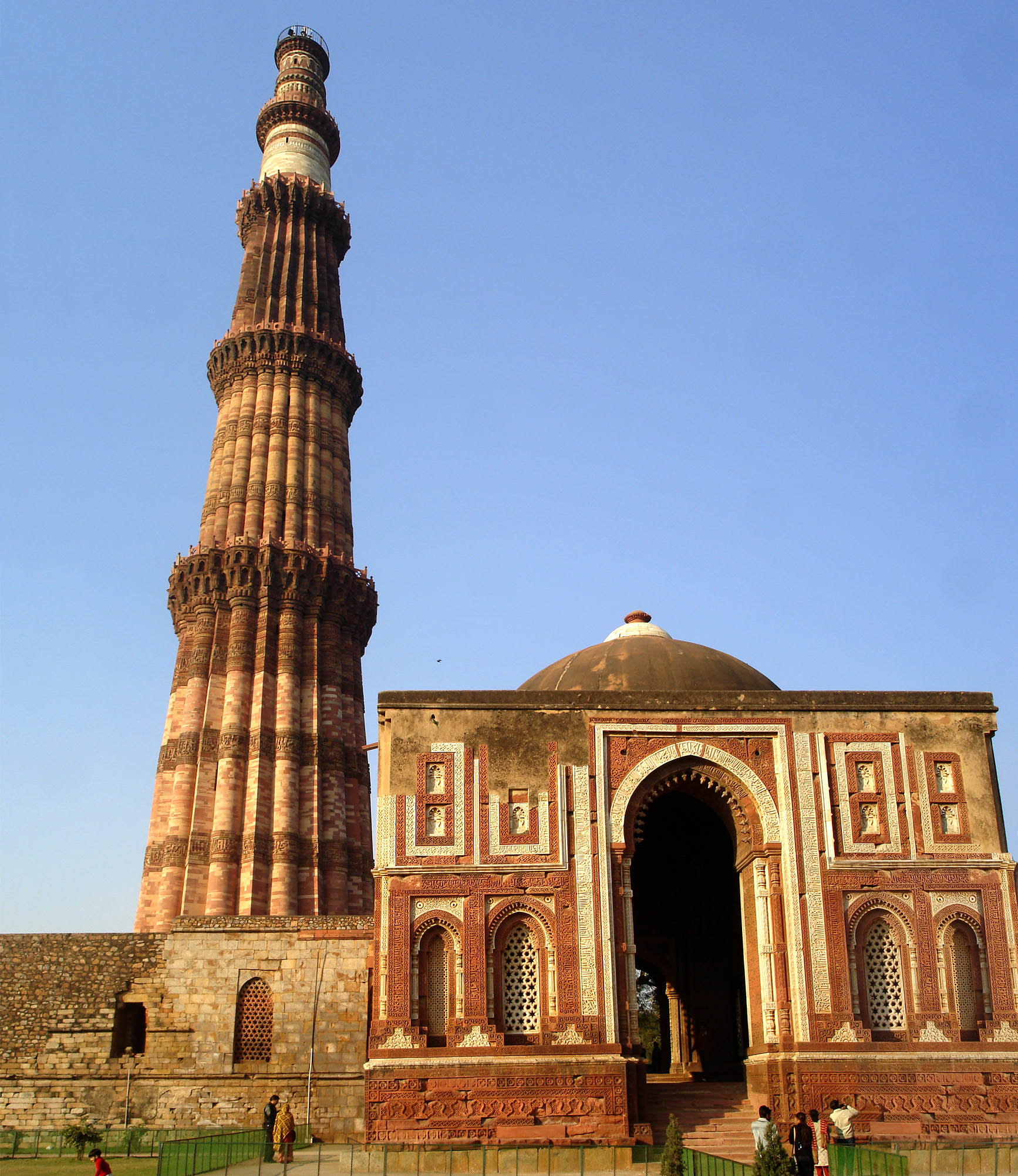
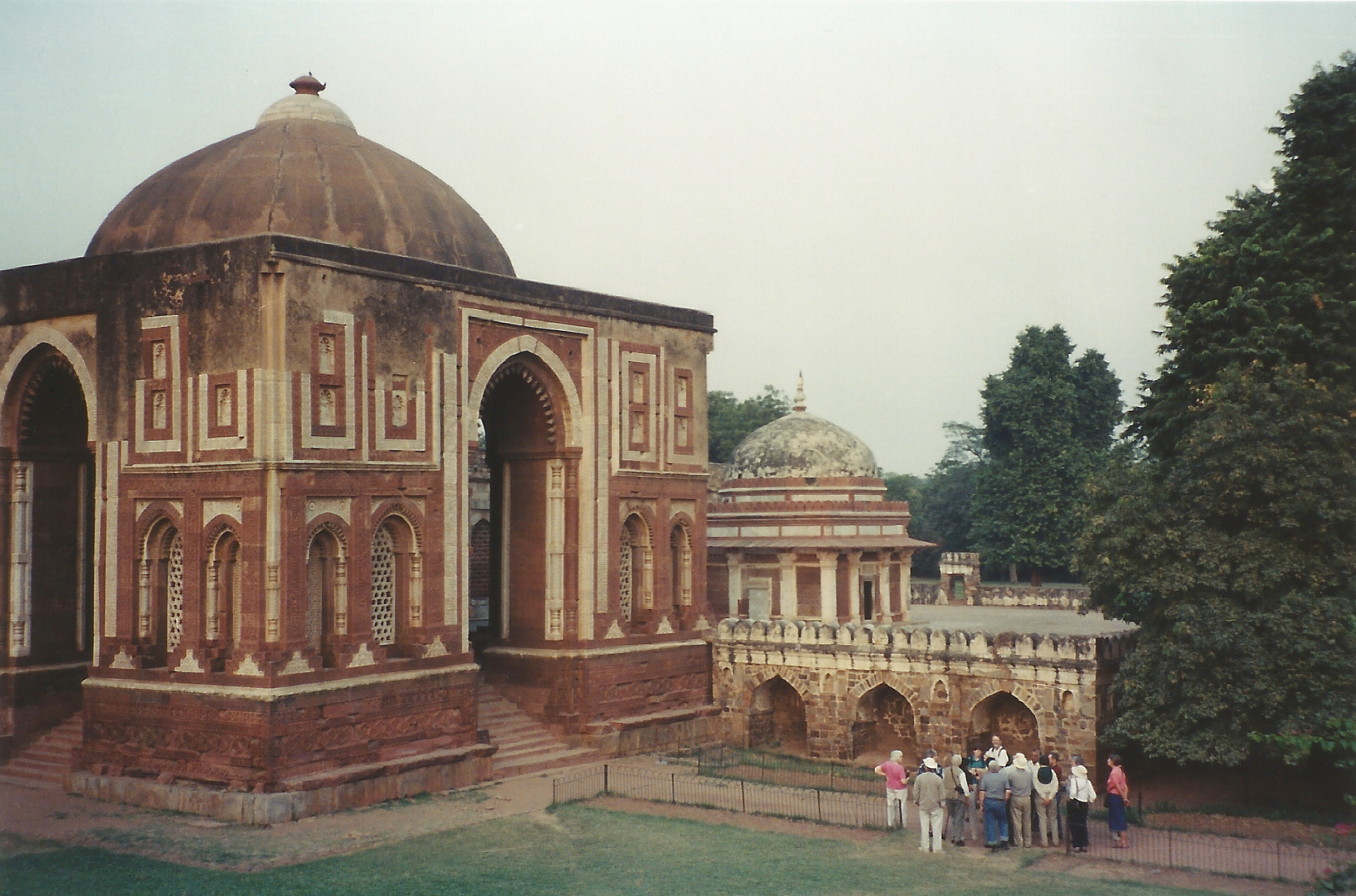
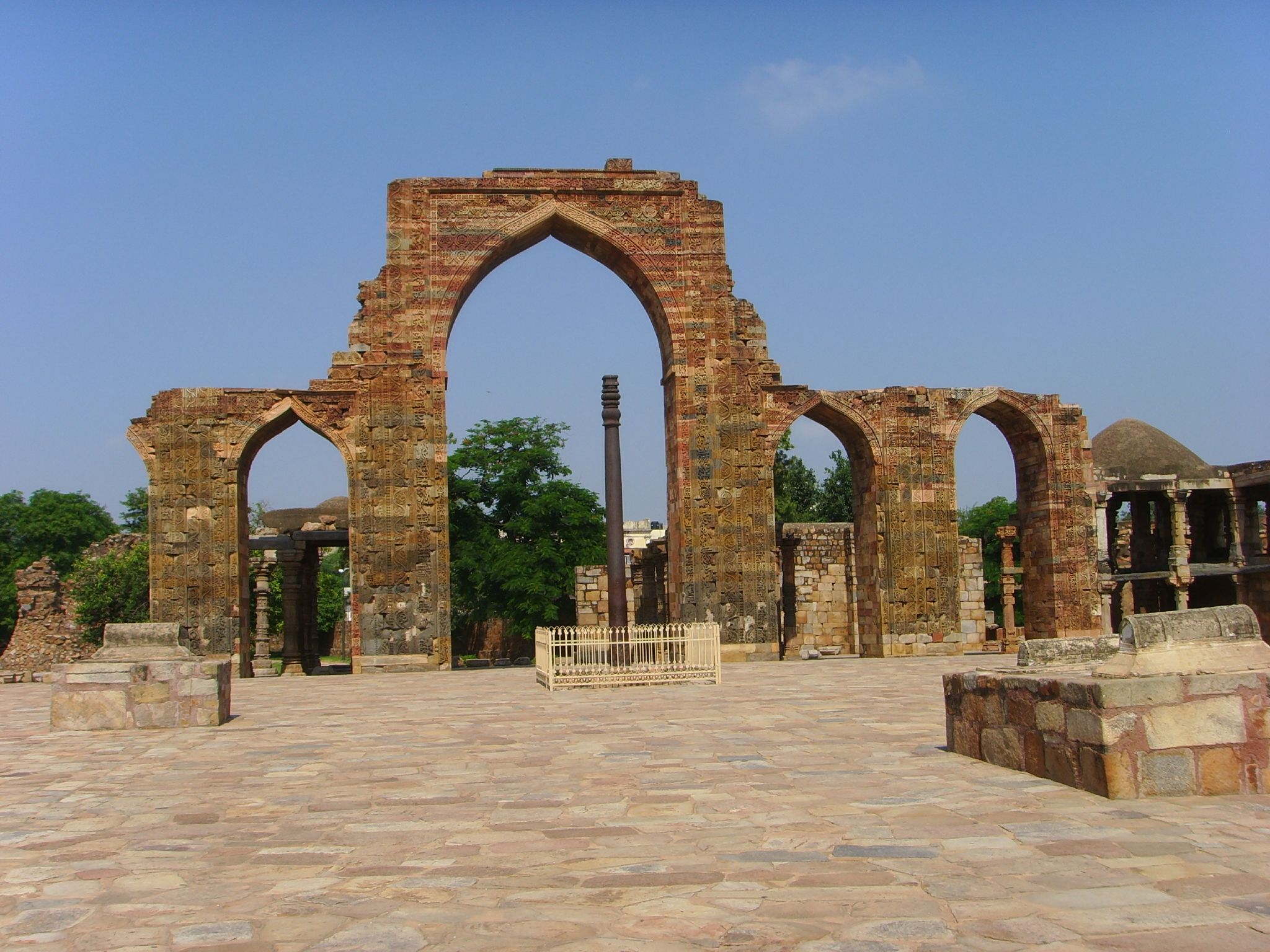
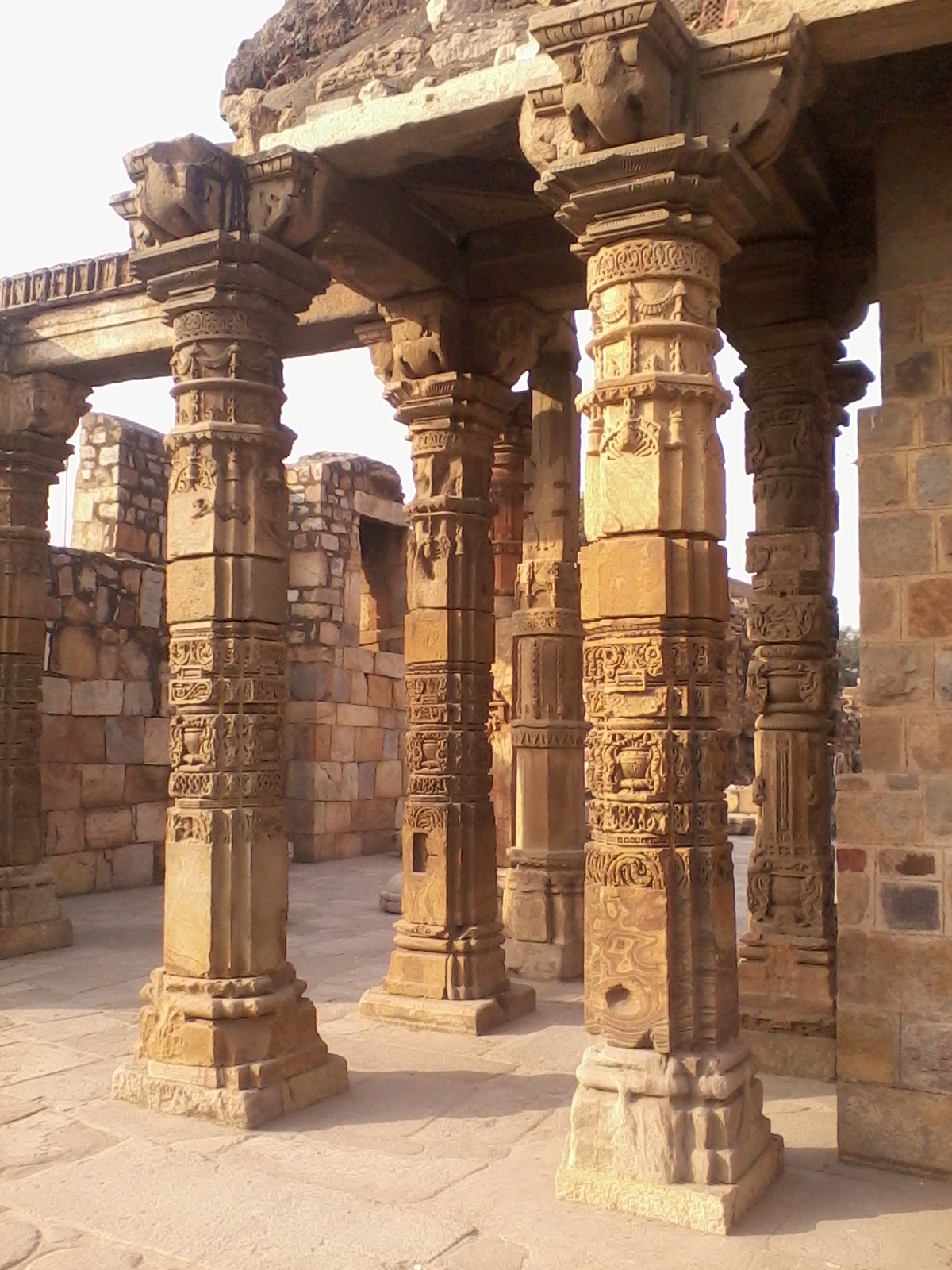
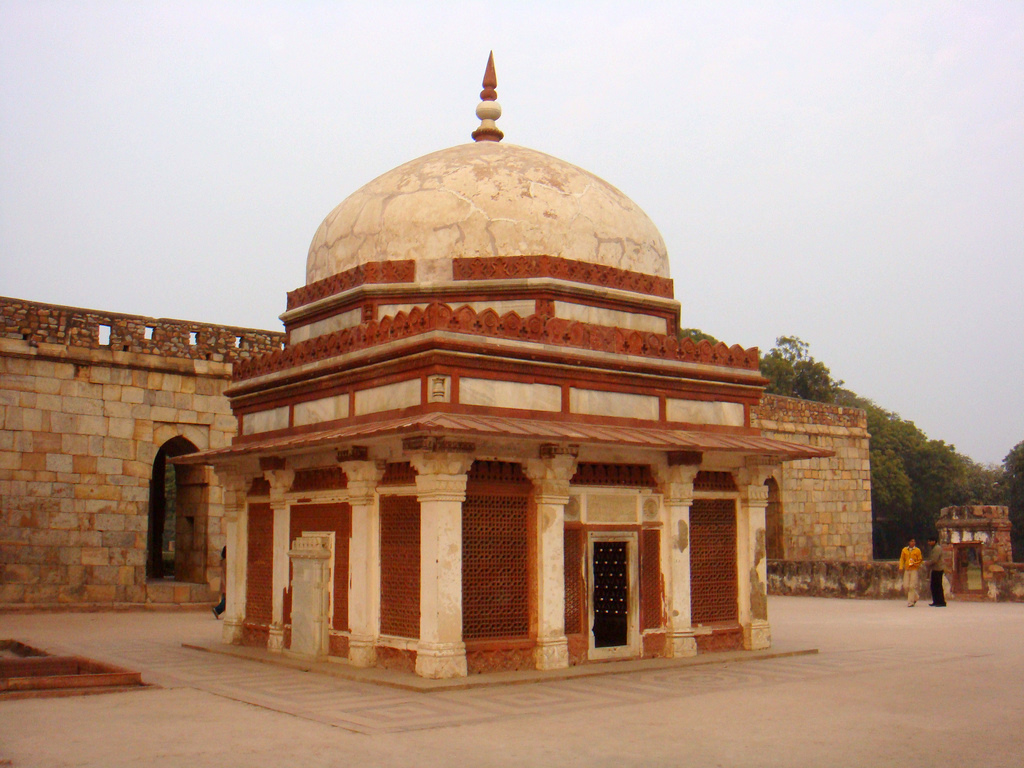
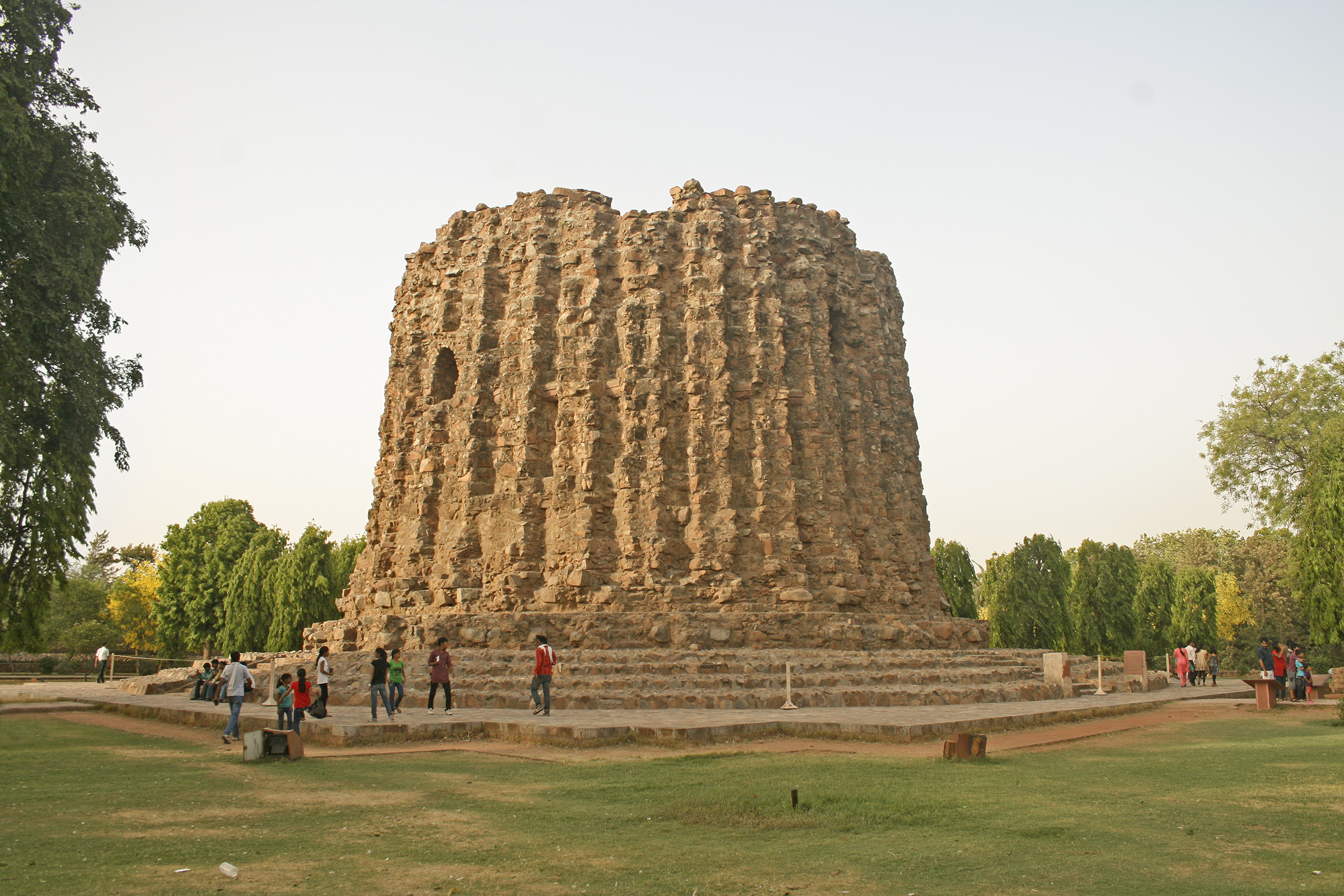
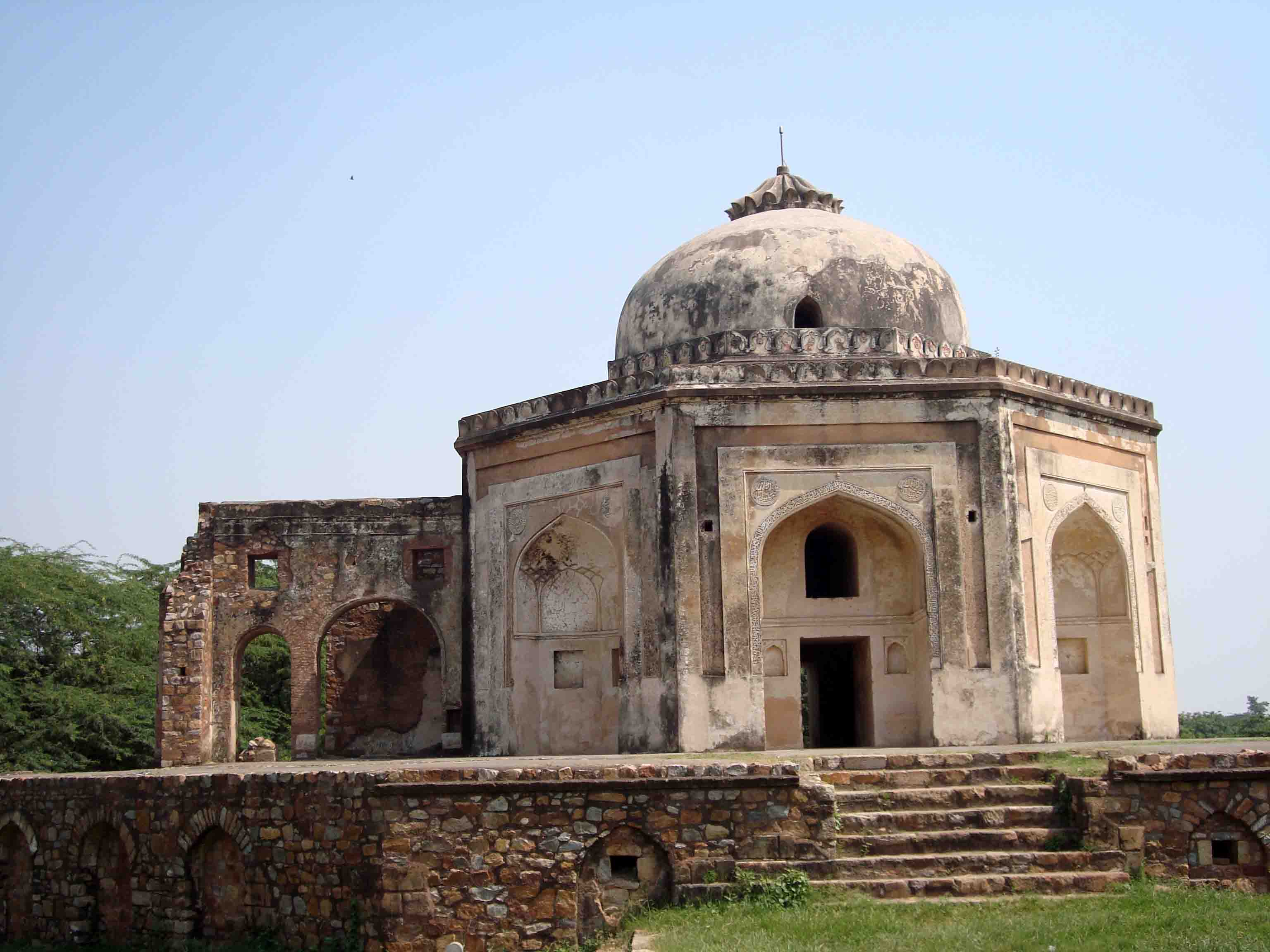